# Verfolgter des Naziregimes

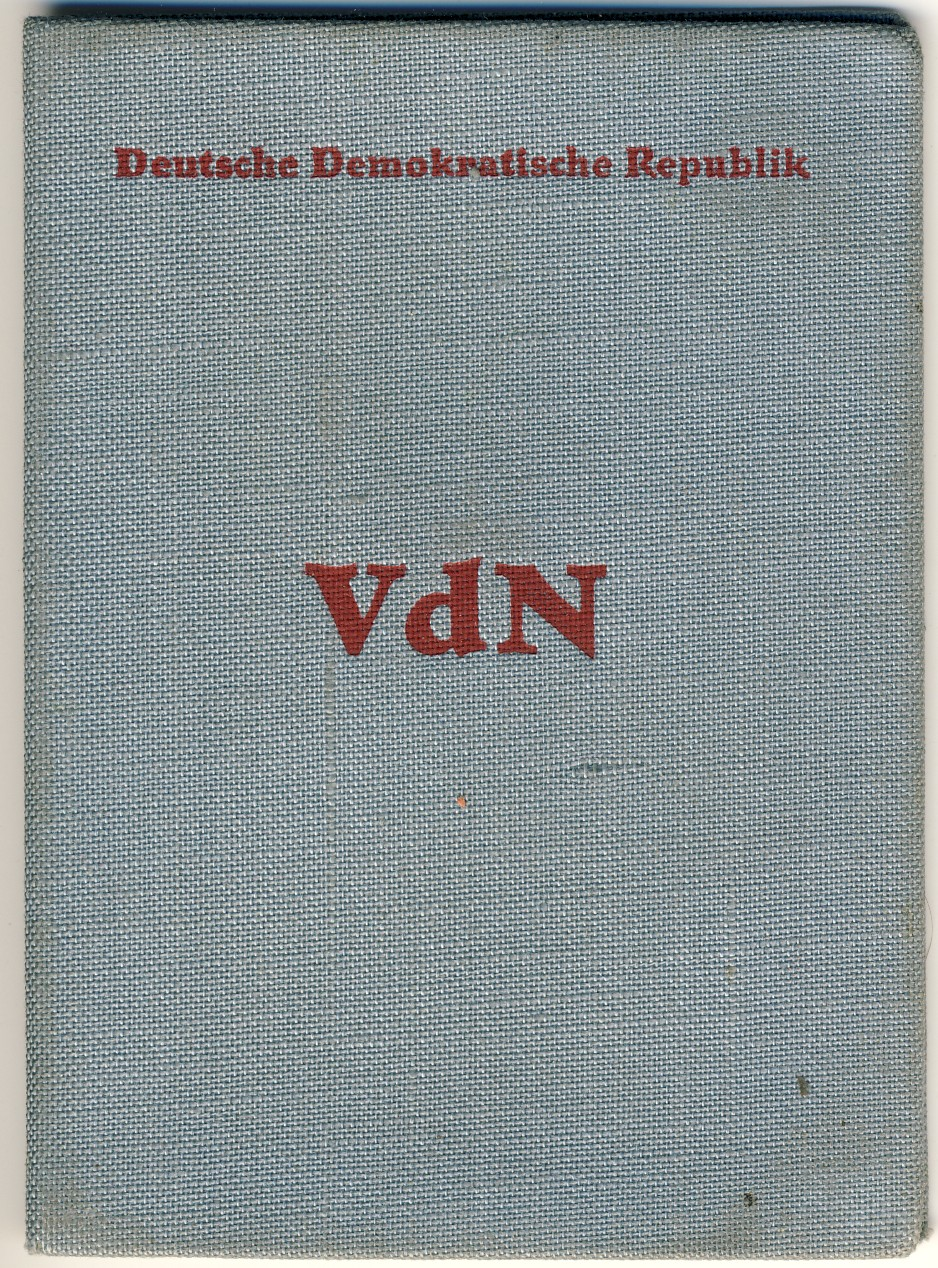
Ausweis eines Verfolgten des Naziregimes, ausgestellt 1953

Verfolgter des Naziregimes (VdN) war in der DDR die amtliche Bezeichnung für Personen, die z. B. aus antifaschistischer Gesinnung versucht hatten, das NS-Regime in Deutschland zu beseitigen, oder die aus rassischen, religiösen oder anderen Gründen verfolgt wurden. Die Zuerkennung dieses Status erfolgte auf Antrag nach einer Richtlinie. Mit der Anerkennung als VdN war eine Reihe von Vorrechten verbunden. Verfolgte des Naziregimes genossen Unterstützung und Hilfe durch die staatlichen Organe der DDR wie z. B. Vergünstigungen bei der Gesundheitsversorgung, Wohnraumbeschaffung oder Studienhilfe für Kinder.

## VdN-Ehrenpensionen

### Rechtslage in der DDR
Als VdN anerkannte Männer erhielten spätestens ab Vollendung des 60. Lebensjahres, Frauen spätestens ab Vollendung des 55. Lebensjahres, im Falle vorzeitiger Invalidität auch früher zusätzlich eine Ehrenpension neben der Altersrente aus der Sozialversicherung.
In der Höhe der finanziellen Zuwendungen gab es Unterschiede zwischen den Verfolgten des Faschismus und den Kämpfern gegen den Faschismus, die zusätzlich zur Anerkennung als Verfolgte des Faschismus ein Eintreten für die „Stärkung der Arbeiter- und Bauern-Macht in der Deutschen Demokratischen Republik“ nachweisen mussten.
Die Ehrenpension betrug für Verfolgte des Naziregimes:
- 1976: 1.000 Mark
- 1985: 1.300 Mark
- 1988: 1.400 Mark

Die Ehrenpension betrug für Träger der Medaille für Kämpfer gegen den Faschismus 1933 bis 1945:
- 1976: 1.200 Mark
- 1985: 1.500 Mark
- 1988: 1.700 Mark

### Nach der Wiedervereinigung
Mit Wirkung zum 1. Januar 1992 wurden die bisherigen Ehrenpensionen als Entschädigungsrenten weitergezahlt.
Das Entschädigungsrentengesetz gewährte aus Gründen des Besitzstandsschutzes eine einheitliche Rente in Höhe der zuletzt für Verfolgte des Faschismus erbrachten Ehrenpension von 1400 DM pro Monat. Die bis dahin höheren Leistungen für Kämpfer gegen den Faschismus und deren Hinterbliebene wurden auf diese Beträge herabgesetzt. Um eine Gleichbehandlung von Opfern des Nationalsozialismus in den alten und neuen Ländern zu gewährleisten, wurden die Entschädigungsrenten nach den für Renten nach dem Bundesentschädigungsgesetz maßgebenden Grundsätzen dynamisiert. Nach den Vorgaben in Art. 19 Satz 2 des Einigungsvertrages wurden auch Regelungen geschaffen, um Entschädigungsrenten zu verweigern, abzuerkennen oder zu kürzen bei Personen, die gegen die Grundsätze der Rechtsstaatlichkeit und Menschlichkeit verstoßen hatten. Renten konnten außerdem nachträglich zuerkannt werden für Personen, denen eine Ehrenpension bis dahin rechtswidrig vorenthalten worden war.

## VdN-Ehrengräber
Für anerkannte Verfolgte des Naziregimes sollte in der DDR auch nach dem Tod  durch eigene Begräbnis- und Gedenkorte gesorgt werden. An zahlreichen Orten der DDR wurden durch die VVN bzw. die Komitees der antifaschistischen Widerstandskämpfer besondere Ehrenhaine und Ehren-Grabfelder angelegt, welche auch nach der Wiedervereinigung weiter genutzt und gepflegt werden.

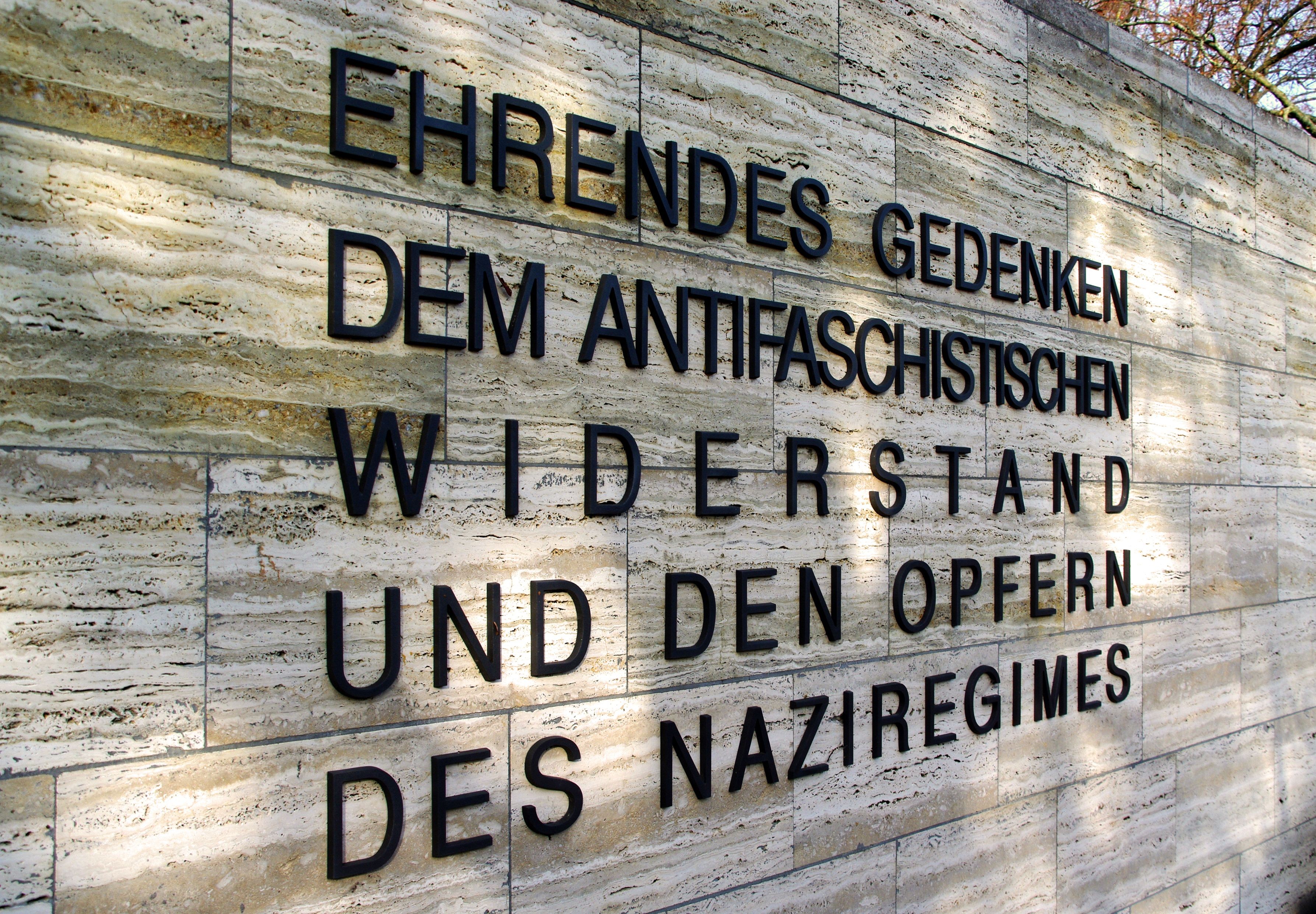
Widmung im VdN-Ehrenhain auf dem Hauptfriedhof Erfurt
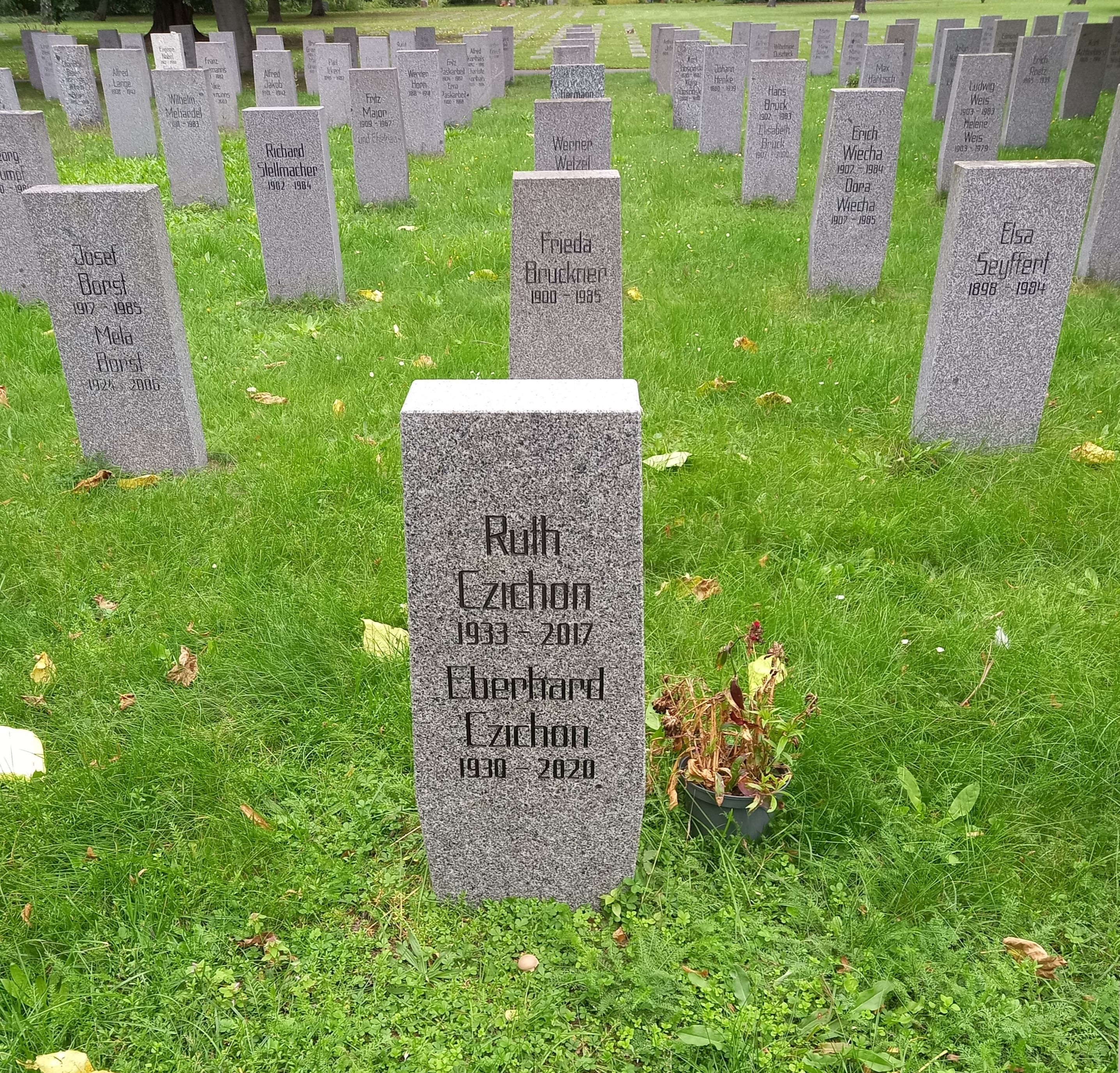
VdN-Ehrenhain auf dem Friedhof Baumschulenweg mit den für VdN-Ehrengräber typischen einheitlichen Granitstelen
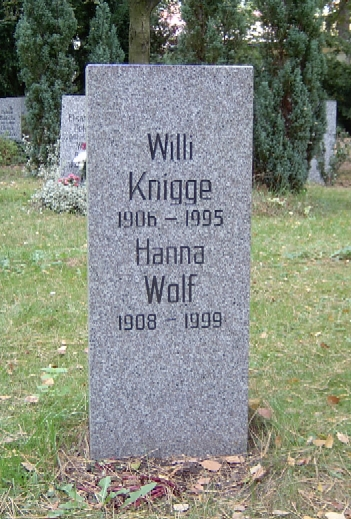
VdN-Granitstele auf einem Grab (hier Hanna Wolf) im VdN-Ehrenhain auf dem Friedhof Pankow III
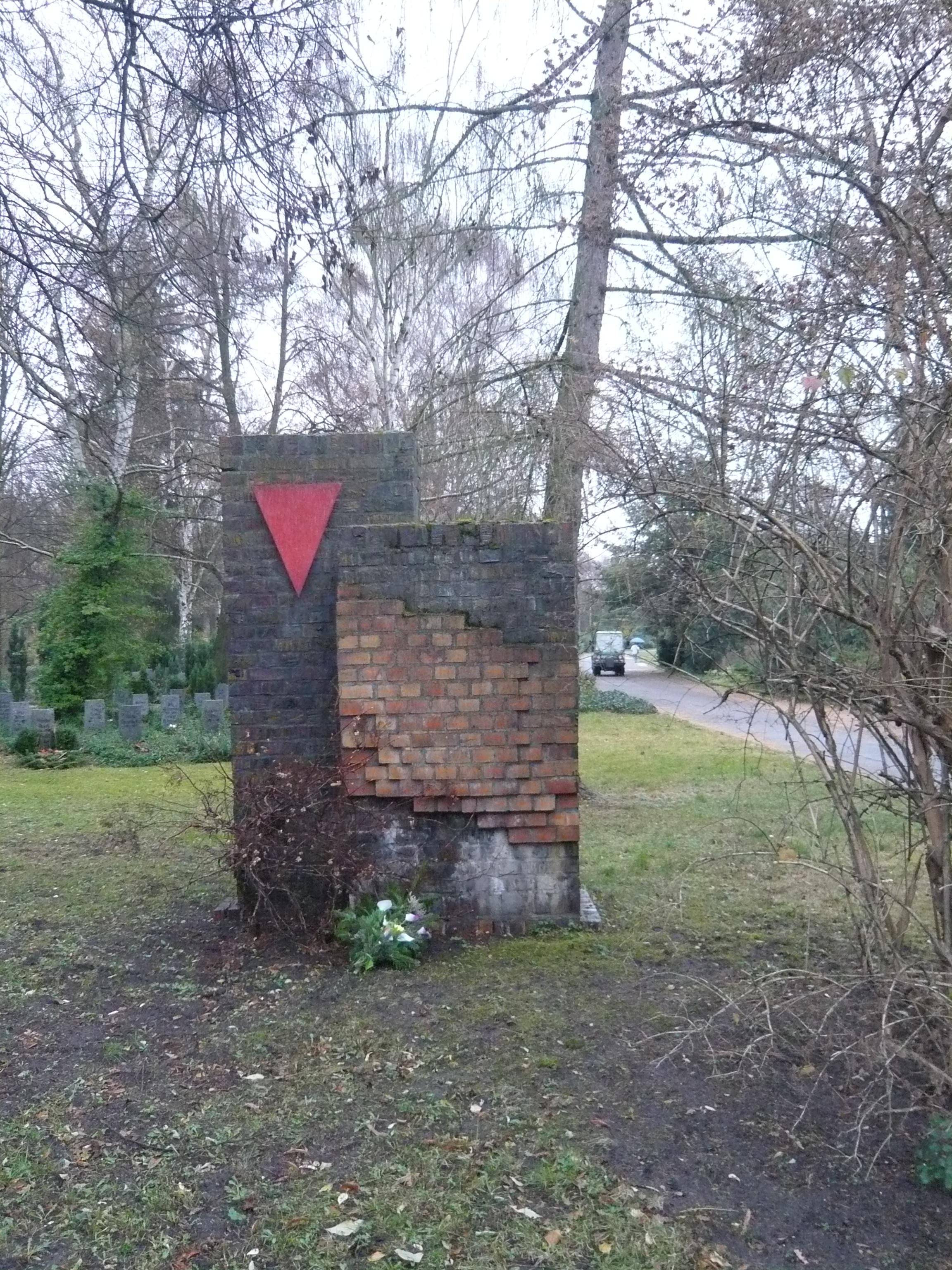
Denkmal im VdN-Ehrenhain auf dem Zentralfriedhof Friedrichsfelde
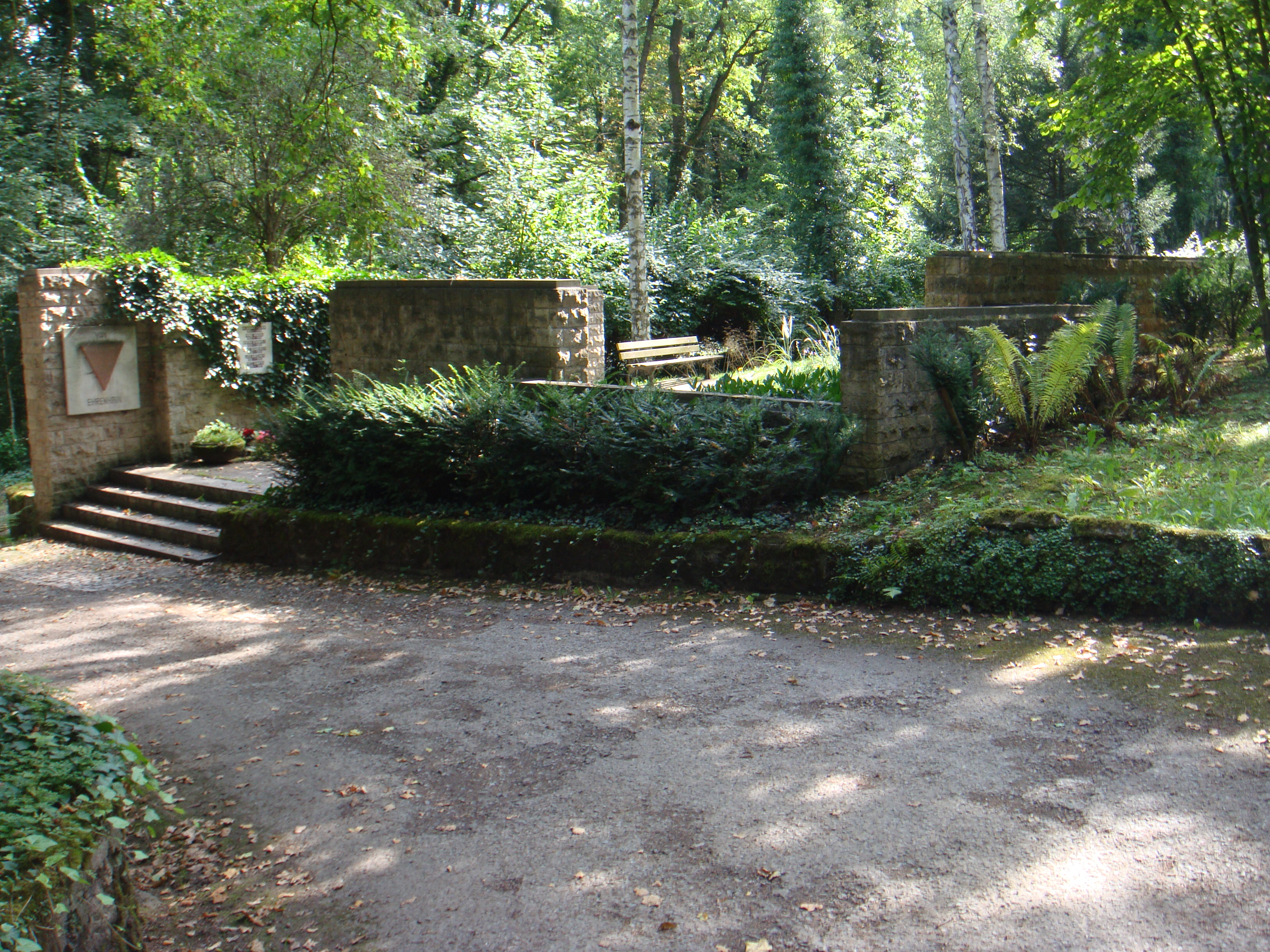
VdN-Ehrenhain auf dem Weimarer Hauptfriedhof